# Ad-Rock
Адам Киф Хоровиц (англ. Adam Keefe Horovitz; род. 31 октября 1966), известный как Ad-Rock или King Ad-Rock, — американский рэпер, музыкант и автор песен, а также гитарист, продюсер и актёр. Наиболее известен как участник хип-хоп группы Beastie Boys.

## Ранняя жизнь
Адам родился и вырос в Нью-Йорке, в семье Дорис (девичья фамилия — Киф) и Израила Хоровицов. Он неоднократно отрицал слухи, которые приписывали ему рождение в городе Саут-Ориндж, штат Нью-Джерси. У Адама есть сестра — кинопродюсер Рэйчел Хоровиц. Его отец — еврей, а мать, которая имеет ирландские корни, была католичкой.

## Музыкальная карьера
Хоровиц начал свою музыкальную карьеру присоединившись к панк-рок группе Young and the Useless, которые часто выступали с Beastie Boys. В 1982 году из Beastie Boys ушёл гитарист Джон Берри и Хоровитц занял его место. На тот момент ему было всего 16 лет. После того, как Хоровиц присоединился к группе, Beastie Boys изменили своё звучание,от хардкор-панка в сторону хип-хоп музыки. Группа подписала контракт с лейблом Def Jam, и выпустили свой дебютный альбом Licensed to Ill в 1986 году. Диск имел оглушительный успех, в его поддержку было издано шесть синглов. К 2010 году коллектив выпустил ещё семь альбомов — на родине музыкантов было продано более 22 млн их пластинок, и более 40 по всему миру. В 2012 году Beastie Boys были введены в Зал славы рок-н-ролла.
Помимо своей работы с Beastie Boys, Хоровиц также записал множество ремиксов для других музыкантов, под псевдонимом 41 Small Stars. Также он играет на бас-гитаре в The Tender Moments — сценическом оркестре звезды кабаре Бриджит Эверетт.
Хоровиц снялся в нескольких кинофильмах и телевизионных шоу, в том числе «Заблудшие ангелы» (1989), «Дорожные небылицы» (1992), «Пока мы молоды» (2010) и «Золотые выходы» (2017).

## Личная жизнь
В конце 1980-х годов, у Хоровица были отношения с американской актрисой Молли Рингуолд. Они встретились на съемочной площадке фильма «Специалист по съёму».
В период с 1992 по 1995 годы, Хоровиц был женат на актрисе Айони Скай. Они перестали жить вместе в 1995 году и развелись в 1999 году.
С 1997 года он состоял в романтических отношениях с активисткой движения Riot Grrrl — Кэтлин Ханной; они поженились в 2006 году. Хоровиц принял участие в съёмках документального фильма «The Punk Singer» (2013) — о жизни и карьере Ханны. Лично снял сцену, в которой рассказывалось о борьбе его жены с Болезнью Лайма.
С 2003 года носит специальный медицинский браслет, выписанный врачами, после диагностирования у музыканта тонико-клонических припадков.